# 有演
有演（ありのぶ、生没年不詳）とは、江戸時代の浮世絵師。

## 来歴
師系・経歴不明。『浮世絵師伝』によれば作画期は寛政末、「栄之風の大判美人画あり」と記す。